# Wernickes område
Wernickes område er et område i den menneskelige hjerne funktionelt relateret til sprogforståelsen, anatomisk placeret i overgangen mellem isselappen og temporallappen. Området blev første gang beskrevet af den tyske læge Carl Wernicke, som det er navngivet efter.
En person med skade i Wernickes område, har svært ved at forstå sprog, men kan godt tale. (talen kan dog godt blive anderledes end normalt, da man forstår toner anderledes)